# Tripterospermum cordifolioides
Tripterospermum cordifolioides är en gentianaväxtart som beskrevs av Jin Murata. Tripterospermum cordifolioides ingår i släktet Tripterospermum och familjen gentianaväxter. Inga underarter finns listade i Catalogue of Life.